# Ибрахим Шинаси
Ибрахи́м Шина́си Эфе́нди (5 августа 1826, Стамбул, Османская империя — 13 сентября 1871, Стамбул, Османская империя) — османский писатель, переводчик, публицист, общественный деятель. Основатель турецкой драматургии и новой турецкой литературы. Один из первых авторов Танзимата, участник революции 1848 г. во Франции.

## Биография
По этническому происхождению был рутулец, родом из села Шиназ (Дагестан).
Родился 5 августа 1826 года в семье османского армейского офицера. С двух лет рос без отца. Его отец, Мехмет, капитан артиллерии, погиб в бою в 1828 году в городе Шумен во время Русско-турецкой войны.
Шинаси рос в нужде, но был очень способным и на это качество юноши обратил внимание один из французских офицеров — граф Шатонеф, который впоследствии принял Ислам и жил с именем Мустафа Решид-паша.
По протекции Решид-паши Шинаси оказался в Париже, где занимался политэкономией и финансовыми науками, изучил французский язык и литературу. За границей он пробыл 5 лет.
По возвращении в Константинополь устроился в финансовом комитете, где работал до 1858 года. К этому времени он завоевал расположение и покровительство крупного государственного деятеля — Юсуфа Кемаль-паши.
В 1859 году впервые перевел на турецкий язык произведения Ж. Расина, А. Ламартина, Ж. Лафонтена, опубликованные в книге «Переводы» (Tercüme-i Manzume). В 1860 году был одним из редакторов издавашейся в Константинополе первой частной турецкой газеты Tercüm-i ahval («Толкователь событий»). В 1862—1865 годах Шинаси издавал собственную газету Tasvir-i Efkâr («Изображение мыслей») — самая знаменитая газета в истории турецкой журналистики, которая стала трибуной западнических идей турецких писателей-просветилей. Шинаси привлёк к сотрудничеству с газетой молодых талантливых писателей, среди которых был и Намык Кемаль.
Увлёкся идеей распространения в народе европейских наук, реформой турецкого языка. Этими реформами Шинази добивался, чтобы книги писали не для избранных, а для всего народа.
Кроме того, Шинаси с Намык Кемалем и Зия-пашой занялись и другой идеей — коренной реорганизация государственного устройства Османской империи. Эти идеи после его смерти были забыты и вспомнили о них накануне младотурецкой революции, а позже его идеи оказали влияние на Кемаля Ататюрка и возглавляемое им Турецкое национальное движение. Таким образом, Шинаси становится основателем Танзимата и вносит вклад в основание Турецкой республики.
Принадлежал к обществу «Новые османы».
В 1865 году отправился в эмиграцию в Париж и возвратился в Константинополь незадолго до смерти.
Эпиграфом его жизни были слова: «Моя нация — человечество, земной шар — мое отечество».

## Работы
- Tercüme-i Manzume (1859, Перевод стихов французов Ж.Лафонтена, А.Ламартина, Гильберта и Ж.Расина)
- Şairin evlenmesi (1860, Пьеса)
- Durub-i Emsal-i Osmaniye (1863, Пословицы (Басни))
- Müntahabat-i eş'ar (1863)

## Видеоматериалы
- Котороткий док.фильм о И.Шинази (видео на тур.яз.)